# Hermann Schwab (Politiker)
Hermann Schwab (* 20. Juli 1917 in Schwäbisch Hall; † 18. Dezember 2000 in Winnenden) war ein deutscher Kommunalpolitiker und Unteroffizier.

## Werdegang
Von 1924 bis 1928 besuchte er die evangelische Volksschule in Untermünkheim und von 1928 bis 1934 die Oberrealschule in Schwäbisch Hall und machte die Mittlere Reife. Schwab war von 1928 bis 1934 beim CVJM Mitglied und Leiter gewesen für Jugendliche.
Ab 1939 war er beim Militärdienst bei verschiedenen Einheiten in Frankreich und Russland und zuletzt war er Unteroffizier und Zahlmeisterei.
Er war Kanzleigehilfe 1934 bis 1938 u. a. bei der Gemeinde Untermünkheim. Von 1938 bis 1939 war er im Staatlichen Verwaltungsrat in Stuttgart. Von 1946 bis 1947 war Schwab Regierungsinspektor beim Landratsamt in Aalen.
Schwab war von 1947 bis 1973 Bürgermeister und von 1973 bis 1978 Oberbürgermeister der Stadt Winnenden. 1978 wurde er Ehrenbürger der Stadt Winnenden. Im Jahre 1956 wirkte er beim Bau der Stadthalle als Bürgermeister. Sie wurde später nach ihm Hermann-Schwab-Halle benannt.
Schwab war  mit Johanna Schwab ab dem 1. Juli 1944 verheiratet und war Vater von Klaus-Dieter Schwab (* 29. März 1947 in Ellwangen), Wolfgang Schwab (* 30. November 1948 in Stuttgart) und von Hartmut Schwab (* 27. September 1952 in Winnenden).
Schwab lebte 1946 bis 1947 in Aalen und ab 1947 in Winnenden.